# Ga do Leste

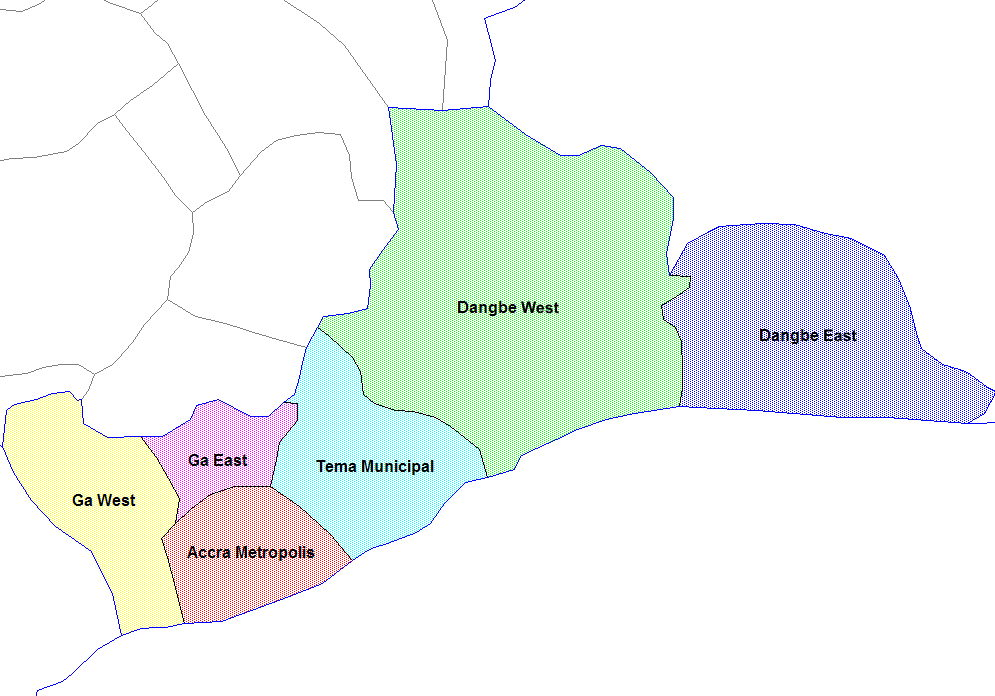
Distritos da Grande Acra

Ga do Leste é um dos distritos do Gana localizado na região da Grande Acra. Sua capital é Abocobi.